# National Soccer League 1997-98
La National Soccer League 1997-98 fue la vigésima segunda edición de la National Soccer League, la liga de fútbol profesional en Australia. El torneo estuvo organizado por la Federación de Fútbol de Australia (FFA). Esta competencia se disputó hasta 2004, para darle paso a la A-League (llamada Hyundai A-League), que comenzó en la temporada 2005-06. En esta edición participaron 14 equipos.
Durante la temporada regular, los clubes disputaron 26 partidos, siendo el Carlton S.C. el que más puntos acumuló, con un total de 45, seguido por el Adelaide City con 43. Los seis primeros equipos con mejores puntajes clasificaron a una ronda eliminatoria, para definir a los finalistas. De los seis clasificados a instancias finales, el South Melbourne y Carlton SC llegaron a la final que se disputó el 16 de mayo de 1998, en el Olympic Park Stadium ante 16 000 espectadores.
La final la ganó el South Melbourne, por dos goles a uno. Los goles del partido fueron hechos por Anastasiadis al minuto 9 y Boutsianis al 87 por parte del South Melbourne y para el Carlton SC descontó Stergiopoulos a los 78. De esta manera obtuvo el campeonato australiano.
En cuanto a los premios de la competición, el futbolista con más goles fue el australiano Damian Mori del Adelaide City con 19 goles, Angie Postecoglou del South Melbourne el mejor técnico y Paul Trimboli del South Melbourne el mejor jugador del año.

## Equipos
| - Marconi Stallions - Wollongong Wolves - Adelaide City FC - Gippsland Falcons - Sydney Olympic FC - Brisbane Strikers FC - Carlton SC | - Canberra Cosmos - South Melbourne FC - Melbourne Knights - Newcastle Breakers - Perth Glory FC - Sydney United - West Adelaide SC |

## Clasificación
| 2                     | Carlton S.C.       | 26 | 12 | 9  | 5  | 44 | 24 | +20 | 45 |
| 3                     | Adelaide City      | 26 | 13 | 4  | 9  | 45 | 30 | +15 | 43 |
| 4                     | Sydney United      | 26 | 11 | 10 | 5  | 37 | 26 | +11 | 43 |
| 5                     | Marconi Stallions  | 26 | 12 | 7  | 7  | 33 | 25 | +8  | 43 |
| 6                     | Wollongong Wolves  | 26 | 13 | 3  | 10 | 51 | 32 | +19 | 42 |
| 7                     | Melbourne Knights  | 26 | 11 | 6  | 9  | 37 | 35 | +2  | 39 |
| 8                     | Perth Glory        | 26 | 10 | 6  | 10 | 35 | 40 | -5  | 36 |
| 9                     | Sydney Olympic     | 26 | 10 | 5  | 11 | 37 | 43 | -6  | 35 |
| 10                    | West Adelaide      | 26 | 10 | 4  | 12 | 32 | 38 | -6  | 34 |
| 11                    | Gippsland Falcons  | 26 | 8  | 7  | 11 | 28 | 36 | -8  | 31 |
| 12                    | Brisbane Strikers  | 26 | 6  | 5  | 15 | 23 | 40 | -17 | 23 |
| 13                    | Newcastle Breakers | 26 | 4  | 9  | 13 | 30 | 50 | -20 | 21 |
| 14                    | Canberra Cosmos    | 26 | 3  | 8  | 15 | 28 | 56 | -28 | 17 |
| Estadísticas finales. |                    |    |    |    |    |    |    |     |    |

|  |                                    |
|  | Clasificados a las rondas finales. |

## Rondas eliminatorias

### Primera ronda
- Marconi Fairfield 1-0 : 1-0 Sydney United[7]
- Wollongong Wolves 3-0 : 2-2 Adelaide City[7]

### Semifinal
- Marconi Fairfield 2-1 Wollongong Wolves[8]
- Carlton SC 1-2 : 0-1 South Melbourne[9]

### Final preliminar
- Carlton SC 1-0 Marconi Fairfield[10]

### Final
- South Melbourne 2–1 Carlton SC[11]

## Tabla de goleadores
| Jugador                        | Equipo            | Goles |
| ------------------------------ | ----------------- | ----- |
| Damian Mori                    | Adelaide City     | 19    |
| Norman Tome                    | UTS Olympic       | 14    |
| Pablo Cardozo                  | Adelaide Sharks   | 13    |
| Scott Chipperfield             | Wollongong City   | 13    |
| Andrew Vlahos                  | Carlton SC        | 13    |
| Tomislav Pondeljak             | Melbourne Knights | 11    |
| John Markovski                 | Carlton SC        | 11    |
| Ivan Kelic                     | Melbourne Knights | 10    |
| John Anastasiadis              | South Melbourne   | 10    |
| Estadísticas finales de goleo. |                   |       |

## Premios
- Jugador del año: Paul Trimboli (South Melbourne)[1]
- Jugador del año categoría sub-21: Brett Emerton (UTS Olympic)[1]
- Goleador: Damian Mori (Adelaide City - 19 goles)[1]
- Director técnico del año: Angie Postecoglou (South Melbourne)[1]